# Fredy Maidana
Fredy Maidana (Yabebyry, Misiones, Paraguay, 1 de marzo de 1994) es una atleta paraguayo que especializa en las pruebas de velocidad de 100 metros y 200 metros. Pertenece al Club Sol De América.

## Trayectoria
Desde 2013, su entrenador es Plinio Penzzi.
El 16 de mayo de 2014, Maidana registró una marca de 10.44 segundos en el evento de 100 m durante del Grand Prix Mario Paz Biruet, disputado en Cochabamba, Bolivia. Dicha marca fue el nuevo récord nacional en el atletismo paraguayo.
El 5 de octubre de 2014, Maidana logra 20.90 segundos en la prueba de 200 m durante del Campeonato Sudamericano de Atletismo Sub-23, disputado en Montevideo, Uruguay. Dicha marca fue el nuevo récord nacional en el atletismo paraguayo.
En abril de 2016, Maidana y jabalinista Larson Díaz viajan a Japón junto a entrenador Plinio Penzzi y profesor Japonés Jun Mizushima, entre otros entrenadores de atletas, para competir en el Shizuoka International Grand Prix y el Kawasaki Golden Grand Prix, respectivamente.
En mayo de 2016, fue convocado para representar a Paraguay en el Campeonato Iberoamericano de Atletismo de 2016, junto a Víctor Fatecha, Ana Camila Pirelli, Christopher Ortiz y Larson Diaz, entre otros atletas.

## Campeonatos internacionales
| Año                    | Competencia                                               | Encuentro              | Posición               | Disciplina             | Récord                 |
| Representante Paraguay | Representante Paraguay                                    | Representante Paraguay | Representante Paraguay | Representante Paraguay | Representante Paraguay |
| ---------------------- | --------------------------------------------------------- | ---------------------- | ---------------------- | ---------------------- | ---------------------- |
| 2013                   | Campeonato Sudamericano de Atletismo de Juveniles de 2013 | Resistencia            | 2.º                    | 100 metros (semifinal) | 10.70s                 |
| 2013                   | Campeonato Sudamericano de Atletismo de Juveniles de 2013 | Resistencia            | 3.º                    | 100 metros (final)     | 10.58s                 |
| 2014                   | Grand Prix Mario Paz Biruet de 2014                       | Cochabamba             | 1.º                    | 100 metros             | 10.44s RN              |
| 2014                   | Campeonatos Sudamericanos de Atletismo de Sub-23 de 2014  | Montevideo             | 2.º                    | 200 metros (semifinal) | 21.11                  |
| 2014                   | Campeonatos Sudamericanos de Atletismo de Sub-23 de 2014  | Montevideo             | 2.º                    | 200 metros (final)     | 20.90s RN              |
| 2016                   | Shizuoka International Grand Prix                         | Shizuoka               | Por determinarse       | 100 metros             | Por determinarse       |
| 2016                   | Kawasaki Golden Grand Prix                                | Kawasaki               | Por determinarse       | 100 metros             | Por determinarse       |
| 2016                   | XVII Campeonato Iberoamericano de Atletismo de 2016       | Río de Janeiro         | Por determinarse       | Por determinarse       | Por determinarse       |

## Campeonatos nacionales
| Año  | Competencia                                          | Encuentro | Posición | Disciplina             | Récord |
| ---- | ---------------------------------------------------- | --------- | -------- | ---------------------- | ------ |
| 2014 | Campeonato Nacional de Atletismo de Paraguay de 2014 | Asunción  | 1.º      | 100 metros             | 10.77s |
| 2015 | Torneo Sol de América de 2015                        | Asunción  | 2.º      | 100 m                  | 11.15s |
| 2015 | Campeonato Nacional de Atletismo de Paraguay de 2015 | Asunción  | 1.º      | 100 metros (semifinal) | 10.86s |
| 2015 | Campeonato Nacional de Atletismo de Paraguay de 2015 | Asunción  | 1.º      | 100 metros (final)     | 10.85s |
| 2015 | Campeonato Nacional de Atletismo de Paraguay de 2015 | Asunción  | 1.º      | 200 metros (semifinal) | 23.51s |
| 2015 | Campeonato Nacional de Atletismo de Paraguay de 2015 | Asunción  | 1.º      | 200 metros (final)     | 21.39s |
| 2016 | Campeonato Nacional de Atletismo de Paraguay de 2016 | Luque     | 1.º      | 100 metros (final)     | 10.65s |
| 2016 | Campeonato Nacional de Atletismo de Paraguay de 2016 | Luque     | 1.º      | 200 metros (final)     | 22.79s |
| 2016 | Torneo Sol de América de 2016                        | Asunción  | 1.º      | 200 metros (final)     | 20.97s |

## Mejor marca
- Prueba de velocidad de 100 metros: 10.44s –  Cochabamba – 16 de mayo de 2014[14]

- Prueba de velocidad de 200 metros: 20.90s –  Montevideo – 5 de october de 2014[2]